# Станчо Драгошинов
Хаджи Станчо Данаилович Драгошинов е майстор-строител, архитект (уста-баши) в Русе преди Освобождението.

## Биография
Според данни на неговия син, Станчо Драгошинов е роден в Трявна през 1774 г. в семейството на тревненски майстор дюлгерин и резбар.
Работи като резбар, собаджия и като дюлгерин в Цариград, където участва в ремонтните работи на Диван Хане, на джамията „Ени Султан Валидие“ в Галата и в строежа на Мектеб-и-Санаи. Изпратен е в Русчук при валията Мидхат паша, където строи държавни учреждения като Джами Джедид, стария конак, казармите, „Ислях хане“, Ени хамам, а също така църквите „св. Троица“ и „Свети Николай“, зданието на капитан Лука, Янивата мелница при Лом Сарая и други частни домове и търговски обекти. Строи и хотел Дачия в Гюргево.
Умира в Русе на Спасовден 1887 год.

## Семейство
Със съпругата си Радка Вълчева имат трима сина и две дъщери:
- Димитър Хаджистанчев – военен лекар в османската армия.
- Тодор Хаджистанчев Драгостинов(ок. 1849  - ок. 1903)[2] – основател на русенския театър[4] и на вестник Славянин.
- Иван Хаджистанчев  – учител.
- Стоянка – съпруга на Иван Ведър.
- Мария (Мариола[2]).